# Enter Suicidal Angels
Enter Suicidal Angels è un EP pubblicato dal gruppo melodic death metal svedese Dark Tranquillity nel 1996. È stato registrato durante la sessione per l'album The Mind's I.

## Tracce
1. Zodijackyl Light – 3:59
2. Razorfever – 3:16
3. Shadowlit Facade – 3:25
4. Archetype – 4:29

### Formazione
- Mikael Stanne - voce
- Niklas Sundin - chitarra
- Frederik Johansson - chitarra
- Martin Henriksson - basso
- Anders Jivarp - batteria